# Affaire des poisons

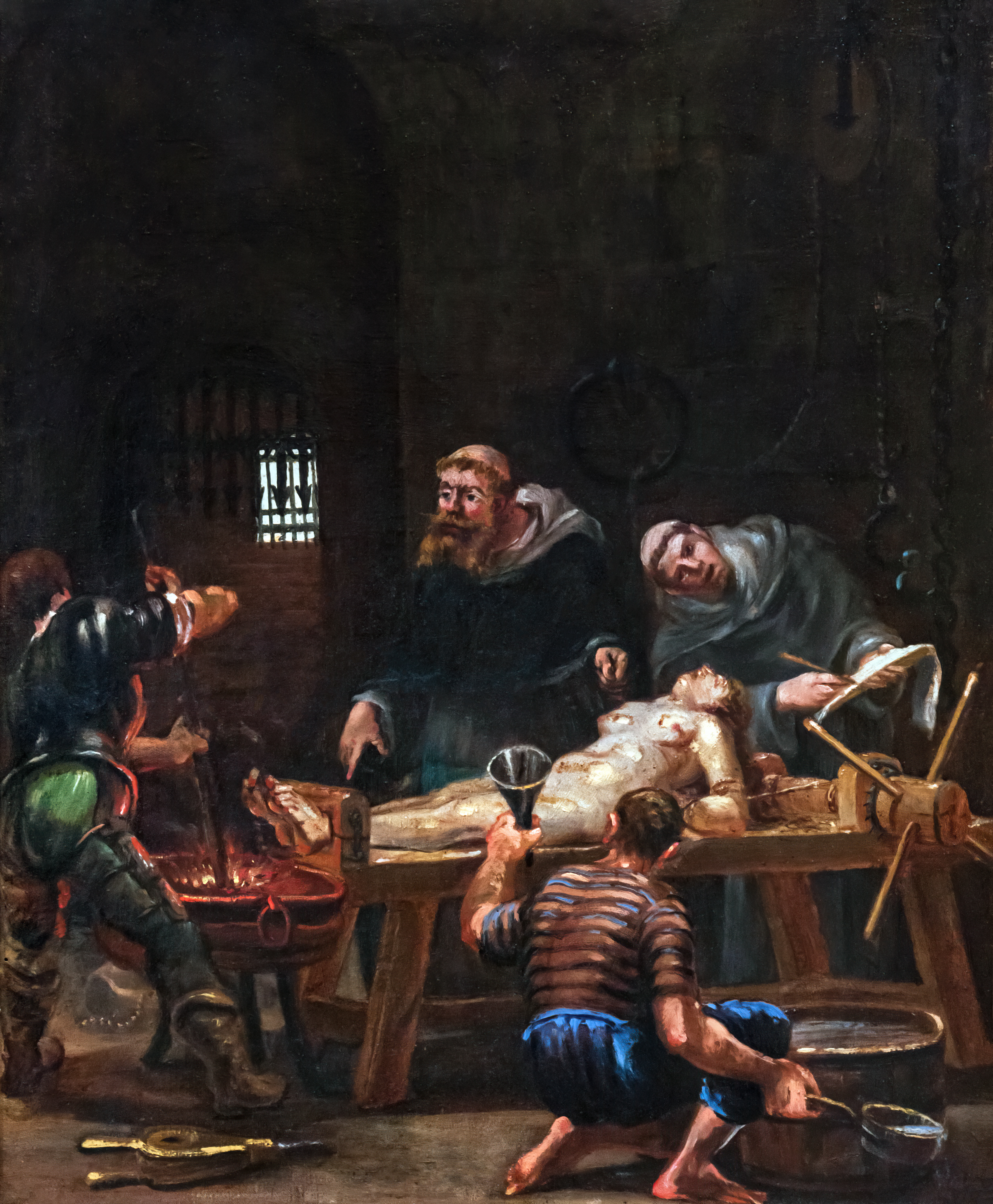
La marquise de Brinvilliers soumise à la question, en l'occurrence le supplice de l'eau.
Huile sur toile de Jean-Baptiste Cariven, 1878, musée des Beaux-Arts de Gaillac.

L'affaire des poisons est une série de scandales impliquant des empoisonnements survenus entre 1676 et 1682, sous le règne de Louis XIV, et qui secouèrent Paris et la Cour. Plusieurs personnalités éminentes de la haute noblesse furent impliquées, et ces affaires installèrent un climat hystérique de « chasse aux sorcières » et aux empoisonneuses.

## Au début de l’affaire, une cassette avec neuf lettres et des poisons
En 1672, à la mort naturelle d'un officier de cavalerie, aventurier et couvert de dettes, Godin de Sainte-Croix, on découvrit lors de l'inventaire après décès dans ses papiers, dans un coffret, neuf lettres de sa maîtresse, la marquise de Brinvilliers, ainsi qu'une reconnaissance de dette de la marquise, d'un montant de 30 000 livres et diverses fioles qui, après avoir été analysées par un apothicaire, révèlent avoir contenu divers poisons laissant peu de traces dans l'organisme.
Dans ses lettres, la marquise reconnaît aussi avoir empoisonné par un mélange d'arsenic et de bave de crapaud son père, la marquise ayant essayé dix fois de tuer son père avant d'y parvenir, et ses deux frères pour s'approprier leurs parts d'héritage. Dans la même cassette, la police trouve aussi une procuration du receveur général du clergé, Pierre Louis Reich de Pennautier, datée du 17 février 1669, autorisant un marchand de Carcassonne à recevoir par l'entremise de Godin de Sainte-Croix, de la part de la marquise de Brinvilliers, une somme de 10 000 livres qu'il lui aurait prêtée sous le nom de Paul Sardan.
Sur le paquet est écrit « papiers pour être rendus à M. de Pennautier, receveur général du clergé, et je supplie très humblement de bien vouloir les lui rendre en cas de mort, n’étant d’aucune conséquence qu’à lui seul ». Un dernier document, une quittance signée de Cusson, le marchand de Carcassonne, prouve que la marquise de Brinvilliers a remboursé deux mille livres à Cusson le 30 novembre 1669.
Les créanciers de Godin de Sainte-Croix s'adressent au Procureur du Roi pour réclamer leurs dus, les hautes sphères de l'État s'intéressent dès le début à cette affaire puisque Colbert est un proche de Pennautier.

## La fuite en Angleterre et les efforts de Colbert pour que l’enquête avance

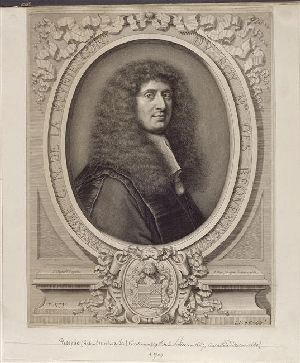
Gabriel-Nicolas de la Reynie (1625-1709), gravure de Pierre Mignard.

Une fois la cassette découverte, la marquise de Brinvilliers est citée à comparaître devant la justice le 22 août 1672, mais se réfugie à Londres. Dès le 3 décembre 1672, Colbert tente d'obtenir le retour en France de la marquise de Brinvilliers mais sans provoquer d'incident diplomatique avec l'Angleterre. Il écrit ainsi à l'ambassadeur de France à Londres pour tenter d'obtenir l'extradition de la marquise de Brinvilliers, en indiquant « Si le roi d’Angleterre voulait bien la faire arrêter, la faire mettre aussitôt en un bâtiment et l'envoyer promptement à Calais, cela serait fait et exécuté auparavant que personne en eût connaissance ». Elle se réfugie alors à Valenciennes, en Hollande puis à Liège, dans un couvent.
Jean Hamelin dit « La Chaussée », valet de Godin de Sainte-Croix, est, lui, arrêté dès le 4 septembre 1672. Jugé en février 1673, il est condamné à être rompu vif fin mars, en place de Grève, car il est considéré comme le complice de la marquise de Brinvilliers, ayant servi d'abord son frère. Il est également soupçonné d'avoir voulu empoisonner le Roi à l'instigation de Godin de Sainte-Croix qui avait cherché à obtenir pour lui une charge d'officier du gobelet avec la caution de Pierre Louis Reich de Pennautier. Enfin, après avoir subi la question préalable, La Chaussée a reconnu avoir servi de tueur à gages à Sainte-Croix.

## L’arrestation de la marquise et celle de son ami Pennautier
Après avoir été jugée par contumace en 1673, la marquise de Brinvilliers est retrouvée dans un couvent à Liège et arrêtée le 25 mars 1676 par la ruse d’un exempt de police déguisé en prêtre, François Desgrez, le plus fin limier du lieutenant-général de police de La Reynie. Lors de son arrestation sont retrouvées dans sa chambre des lettres de confession dans lesquelles elle s'accuse d'homicides, d'avortement, de pyromanie mais relate aussi une enfance dévastée par un viol à l'âge de 7 ans et des actes incestueux de la part d'un de ses frères. Il n'est pas possible pour l'historien de démêler la part de vérité et de fantasme dans ces confessions.
La marquise de Brinvilliers est extradée et ramenée en France. Elle est soumise à un premier interrogatoire le 17 avril 1676 et écrouée à la Conciergerie le 26 avril 1676, alors qu’elle refuse d’avouer et déclare que ses lettres de confession ont été écrites lors d'un acte de folie. Sa tentative de suicide échoue. Son long procès (29 avril-16 juillet 1676), sa condamnation et son exécution sont rapportés dans la correspondance de Madame de Sévigné (« Cette affaire occupe tout Paris. ») et romancés dans les Crimes célèbres d’Alexandre Dumas.
Pierre Louis Reich de Pennautier fut emprisonné le 15 juin 1676 à la Conciergerie, après avoir été mis en cause par la marquise de Brinvilliers, qui déclare aux enquêteurs lors de nouveaux interrogatoires : « s’il dégoutte sur moi, il pleuvra sur Pennautier ». Ce dernier est alors cité dans une autre affaire d’empoisonnement : Mme Hanivel de Saint Laurens, alias Marie Vosser, veuve de l’ancien receveur du Clergé de France, l’accuse d’avoir empoisonné son mari le 2 mai 1669, pour pouvoir prendre possession de sa charge, ce qu’il fit effectivement le 12 juin 1669. Pennautier fera intervenir de nombreux ecclésiastiques et sera libéré de prison le 27 juillet 1677 après treize mois dans les geôles.
Le 26 juin 1676, Louis XIV écrit à Colbert : « sur l’affaire de Mme de Brinvilliers, je crois qu’il est important que vous disiez au premier président et au procureur général, de ma part, tout ce que de gens de biens comme eux doivent faire pour déconcerter tous ceux de quelque qualité qu’ils soient qui sont mêlés dans un si vilain commerce ».

## La «Chambre ardente»

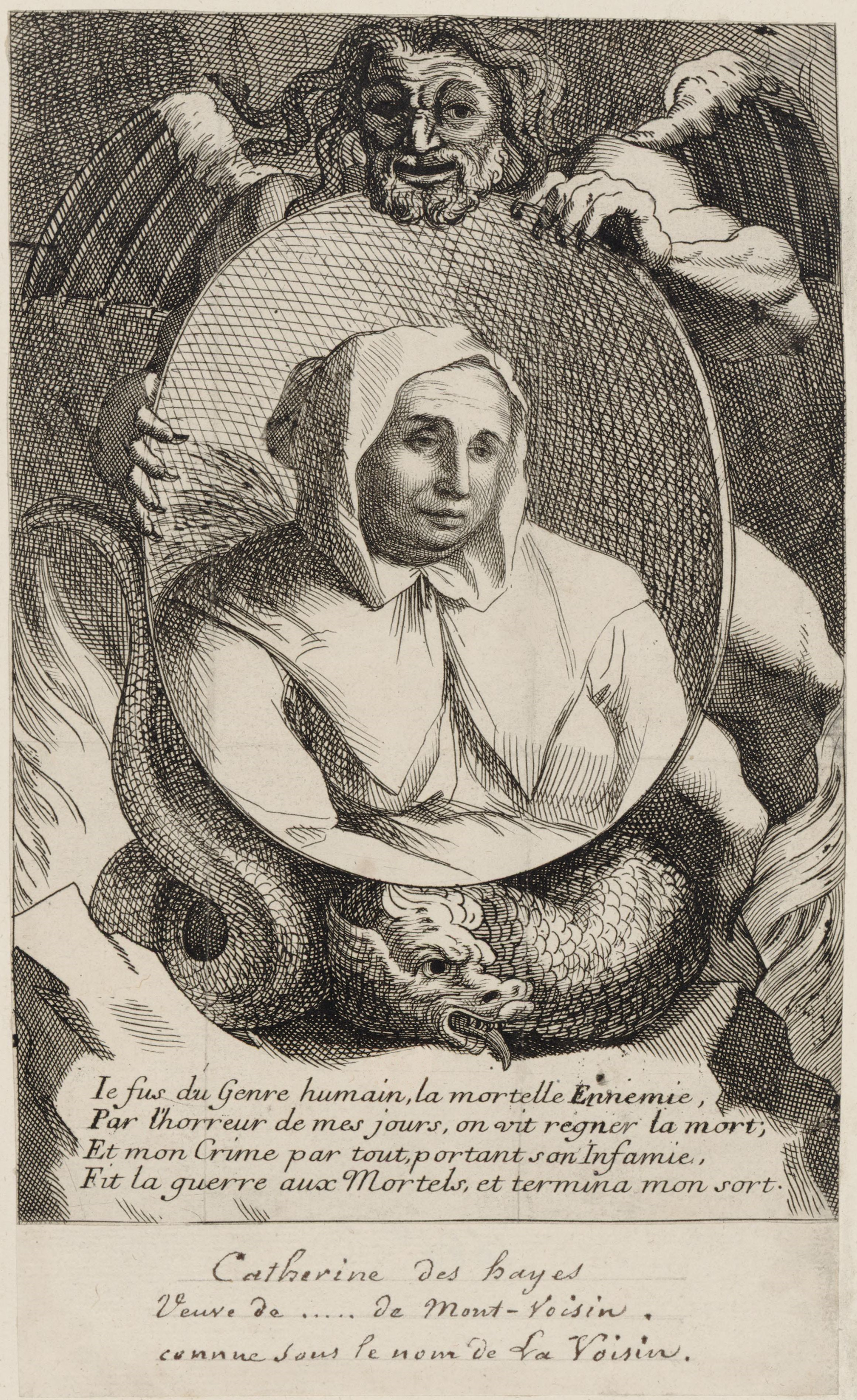
La Voisin, estampe du XVIIe siècle.

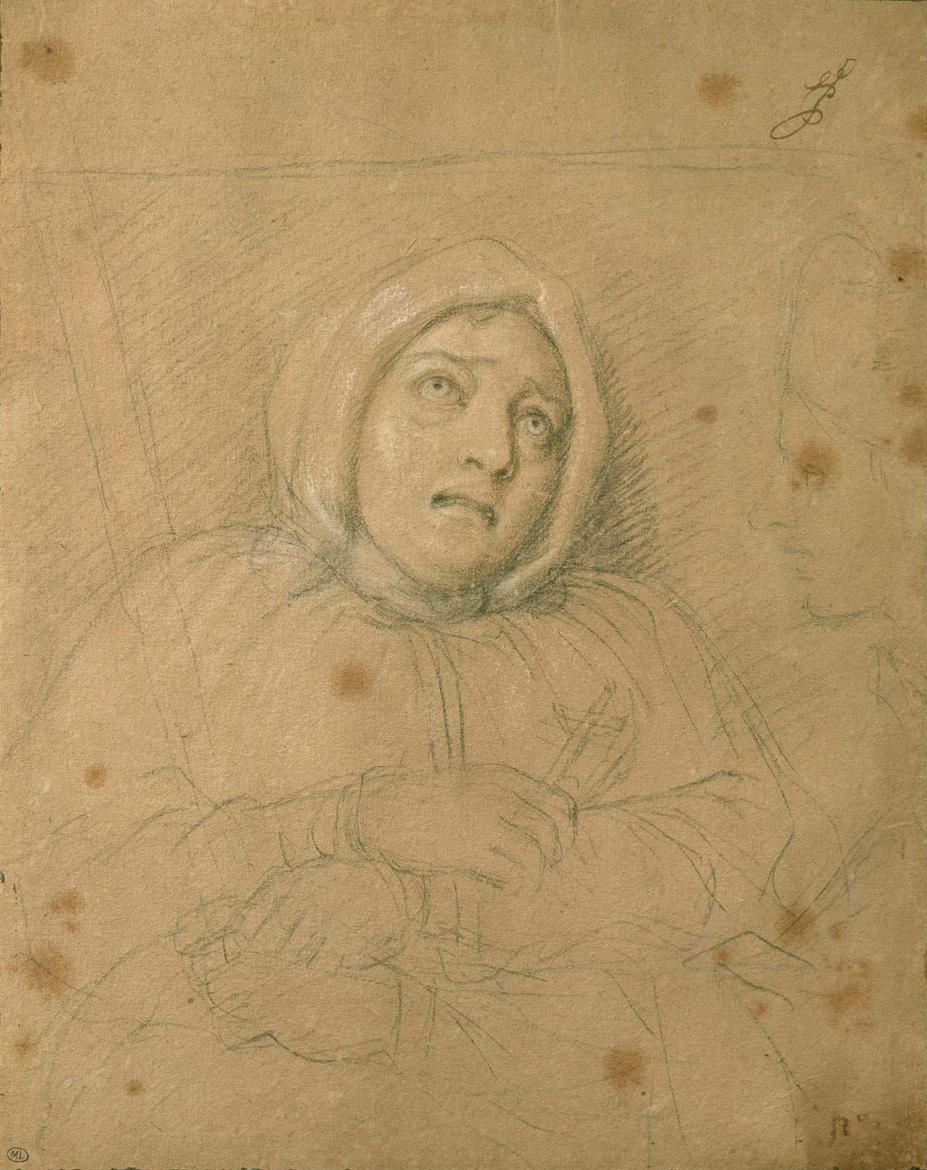
La marquise de Brinvilliers en 1676 après son emprisonnement, par Charles Le Brun.

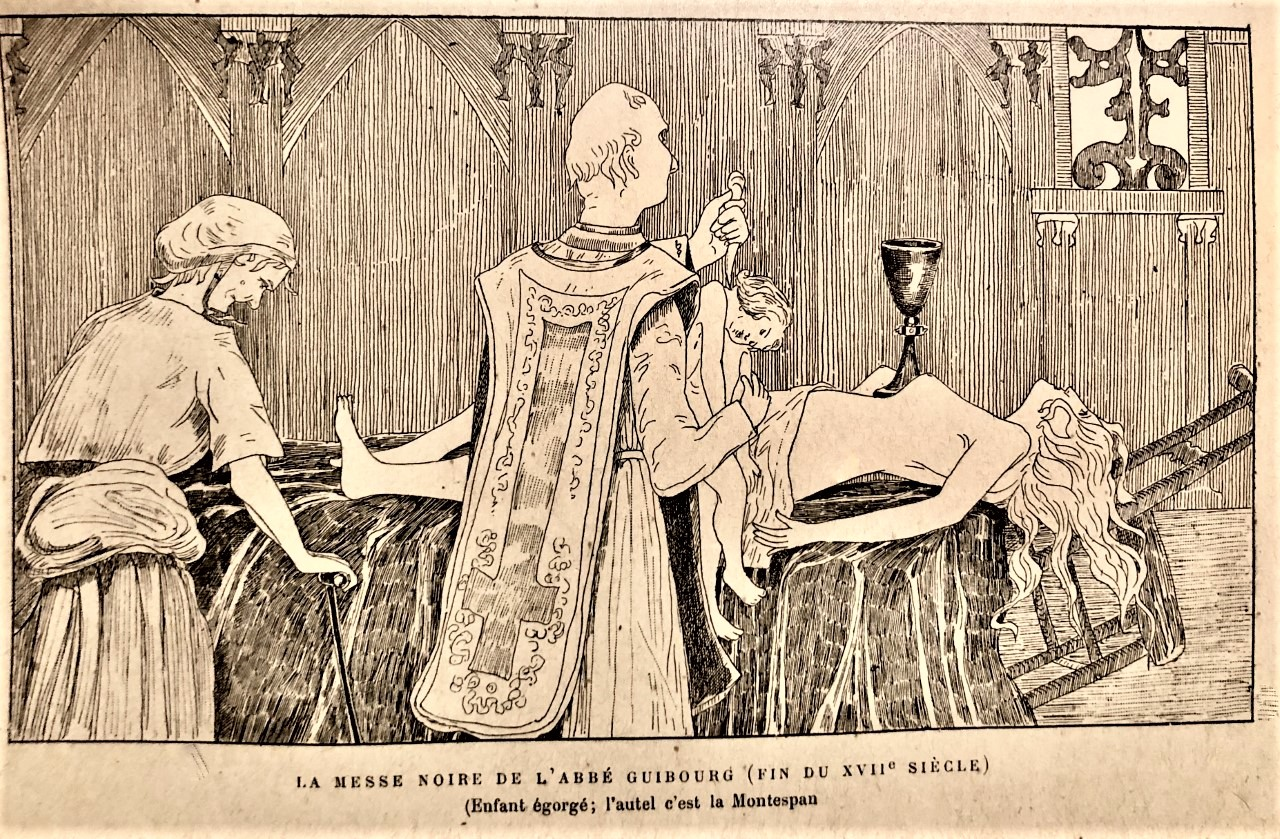
L'abbé Étienne Guibourg célébrant une messe noire sur le corps nu de Madame de Montespan, en présence de La Voisin. Gravure de la fin du XIXe siècle.

Dans un second temps, sept ans après les faits et trois ans après l'exécution de la marquise et de son valet La Chaussée, l'affaire rebondit sur le terrain des messes noires. Maître Perrin, petit avocat sans clientèle, entendit lors d'un dîner arrosé une certaine Marie Bosse réputée devineresse, cette dernière avinée se vantant de ses profits de son métier d'empoisonneuse. Perrin qui connaissait bien Desgrez, rapporta cette affaire à ce dernier. En 1679, l'enquête menée par Desgrez révéla que Marie Bosse avait fourni des poisons à certaines épouses de membres du Parlement voulant empoisonner leur mari. Marie Bosse dénonça une autre empoisonneuse, la femme Montvoisin, dite « la Voisin » qui fut arrêtée le 12 mars 1679.
Les révélations des inculpés portant sur des personnes de qualité, il fut créé un tribunal spécial : la « Chambre ardente ». De grands personnages, surtout des femmes, furent alors cités : Madame de Vivonne (belle-sœur de Madame de Montespan), Madame de La Mothe, Mesdemoiselles des Œillets et Cato (femmes de chambre de Madame de Montespan), la comtesse de Soissons, la comtesse du Roure, la comtesse de Polignac, le maréchal de Luxembourg, et d'autres encore.
Le lieutenant de police La Reynie peina à trouver des preuves autres que des témoignages parfois farfelus. À l'accusation d’empoisonnement s'ajoutèrent d'autres : meurtres d’enfants lors de messes noires dites par des prêtres débauchés (dont Étienne Guibourg), profanations d’hosties ou même fabrication de fausse monnaie.
Ce zèle de la part de La Reynie pourrait venir en partie de la lutte entre Louvois, ministre de la Guerre, et Jean-Baptiste Colbert, Louvois menant une enquête secrète pour le compte du roi, tandis que certains des nouveaux accusés illustres étaient présentés comme des proches de Colbert, dont l'influence sur le roi avait fortement chuté, après avoir été contestée par les milieux catholiques ou économiques dès 1669. Cette contestation s'était amplifiée après la faillite en 1674 de la Compagnie des Indes occidentales puis la liaison entre le roi et la marquise de Maintenon, qui reproche par écrit à Colbert de n’être pas assez attentif à la religion.
Après l'exécution de sa mère, Marie-Marguerite Monvoisin mit en cause Madame de Montespan, déjà en disgrâce auprès du roi : celle-ci aurait eu des relations avec la Voisin, sans doute pour obtenir des poudres propres à lui ramener l'amour du roi, et aurait participé à des cérémonies de conjuration. Il n'existe cependant aucune preuve qu’elle ait pris part à des messes noires ou ait organisé l'empoisonnement de ses rivales, telle Marie Angélique de Fontanges, décédée de mort naturelle mais dans des circonstances jugées à l'époque étranges. Madame de Montespan, mère des enfants du roi, resta à la Cour. Malgré les rumeurs concernant son ancienne favorite, le roi continua à la voir chaque jour, lorsqu'il visitait ses enfants. On sait maintenant que Mlle de Fontanges est morte d'une éclampsie, malgré des tentatives d'assassinat qui viennent peut-être réellement de Madame de Montespan.
En trois ans, la Chambre ardente auditionna 442 accusés, ordonna 319 prises de corps (125 inculpés en fuite ne seront pas arrêtés), rendit 104 jugements dont 30 acquittements, 36 condamnations à mort, 34 bannissements du royaume ou amendes et quatre condamnations aux galères. Elle fut dissoute en 1682 par ordre de Louis XIV, sans qu’aient été jugés les accusateurs de Madame de Montespan, qui furent enfermés dans des forteresses royales, comme la forteresse du Saint-André, à Salins-les-Bains.
La Voisin fut brûlée vive en place de Grève le 22 février 1680. Plusieurs femmes ayant accusé Madame de Montespan furent enfermées par lettre de cachet dans diverses forteresses du royaume, par exemple à la citadelle Vauban du Palais (Belle-Île-en-Mer) et à Besançon. Marguerite Joly est également condamnée et brûlée vive le 19 décembre 1681.
Trente-deux personnes, en majorité des femmes, furent envoyées dans la province du Roussillon et enfermées à la forteresse de Salses, au fort Libéria de Villefranche-de-Conflent et à Fort-les-Bains. La dernière prisonnière roussillonnaise liée à cette affaire meurt en 1725 après quarante-deux ans de captivité.

## Épilogue
Après avoir relu les pièces une à une de tout le dossier de cette « Affaire des Poisons » contenu dans un coffre scellé, Louis XIV promeut un édit intitulé Déclaration du Roi contre les magiciens, sorciers et empoisonneurs, qui fut publié avec l’arrêt du registre du Parlement de Toulouse, le 29 août 1682. Il décide ensuite que cette affaire doit rester dans un « éternel oubli » : un arrêt du Conseil du roi daté du 13 juillet 1709 ordonne de faire brûler les « vingt-neuf gros paquets de divers registres », procès-verbaux et rapports de police.
Ceux-ci furent confiés à Nicolas Gaudion (greffier des commissions extraordinaires du Conseil, qui travaillait avec La Reynie, surintendant de la police de Louis XIV) qui les jeta au feu. 
Il reste néanmoins des traces écrites de la procédure inquisitoire (copies des actes détenues par le lieutenant de police La Reynie et par la magistrature de la Chambre ardente) qui ont permis aux historiens de reconstituer précisément cette affaire d'État.

## Protagonistes
Dans cette affaire, 442 personnes ont été inculpées, 104 jugements ont été prononcés dont 36 condamnations à mort, 5 condamnations aux galères à perpétuité et 23 bannissements.

### Exécuté ou mort sous la torture
- Jean Hamelin dit « La Chaussée » (âgé de 27-28 ans en 1673), valet et homme de main de Godin de Sainte-Croix, condamné à être roué vif en place de Grève le 26 mars 1673.
- Marie-Madeleine Dreux d'Aubray, marquise de Brinvilliers, épouse d'Antoine Gobelin, marquis de Brinvilliers, mestre de camp du régiment d'Auvergne, condamnée à mort par décapitation en place de Grève le 17 juillet 1676.
- Marie Bosse, brûlée vive à Paris le 8 mai 1679.
- François Belot, garde du corps du Roi, roué vif en place de Grève le 10 juin 1679.
- Marie Vigoreaux (en), associée à La Voisin, mourut pendant son supplice.
- Catherine Deshayes dite « La Voisin », brûlée vive en place de Grève le 22 février 1680.
- Françoise Filastre, associée de La Voisin, arrêtée par la police en décembre 1679, condamnée au bûcher et brûlée vive à Paris en 1680.
- Mathurin Barenton, exécuté en septembre 1681.
- Marguerite Joly, brûlée vive le 19 décembre 1681.
- Jean Bartholominat dit « La Chaboissière », valet de Louis de Vanens, pendu le 16 juillet 1682, dernier exécuté de l'affaire des poisons. Le 21 juillet 1682 le Roi prononce la dissolution de la Chambre ardente.

### Bannissement
- Alexandre de Belleguise, commis de Pierre Louis Reich de Pennautier, banni pour 3 ans, 3 mois et 3 jours.
- Marie Brissart, condamnée à une amende et exilée.
- Françoise de Dreux (en), exilée de la capitale.
- Marie-Anne Mancini, duchesse de Bouillon ; exilée sur ses terres à Nérac, compromise, elle rentra en grâce.
- Bénigne de Meaux du Fouilloux Alluye, demoiselle d'honneur d'Anne d'Autriche, elle épouse le 16 février 1667, Henri d'Escoubleau, marquis de Sourdis. Compromise dans l'Affaire des poisons en 1680, elle est contrainte à l'exil et ne revient à Paris que tardivement.
- Mlle des Œillets, suivante de Mme de Montespan, et Mme de Villedieu, confidente de la première, chassées de la cour.
- Olympe Mancini, comtesse de Soissons ; disgraciée, elle dut quitter la France.

### Détention à perpétuité
- Louis de Vanens (en), empoisonneur, mort en détention en 1691.
- La Bellière, devineresse, condamnée à la détention à perpétuité.
- Mme Bertrand, empoisonneuse, condamnée à la détention à perpétuité à la forteresse de Salses.
- Pierre Bonnard, secrétaire du duc de Luxembourg, condamné aux galères à perpétuité[14].
- Denis Poculot, sieur de Blessis[15], alchimiste, amant de Catherine Deshayes dite « La Voisin », condamné aux galères.
- Marie de La Haye de Saint-Hilaire (âgée de 50 ans ou environ, en 1673, née à Rennes, épouse en premières noces, en 1639, de Siméon de La Haye seigneur du Plessis-au-Chat. Après un veuvage de 3 ou 4 mois elle se remaria), femme de Robert de Lamiré de Bachimont. Condamné à la détention à perpétuité, le couple est emprisonné, en août 1679, au château de Pierre Scize avant d'être transféré en octobre 1679 à Besançon puis au fort Saint-André de Salins.
- Étienne Guilbourg, prêtre défroqué, qui meurt à la citadelle de Besançon en 1686.
- Romany, complice de La Voisin, qui meurt en 1730 à la citadelle de Besançon après 48 ans d'incarcération.

### Emprisonnement et amende
- Jean Baptiste Briancourt[16], avocat en la cour, bachelier en théologie à la faculté de Paris, précepteur des enfants de la marquise de Brinvilliers. Emprisonné à la Conciergerie du Palais il raconte tout à la cour[17].
- Marie de Broglio, marquise de Canillac, condamnée à une amende.
- Mme Cottard, condamnée à une amende.
- Mme Desmaretz, condamnée à une amende.
- Rabel, médecin et alchimiste qui fut enfermé à Besançon et Salses, puis libéré en 1686 sur ordre du roi.

### En fuite ou mort naturelle
- Louis de Guilhem de Castelnau-Caylus, marquis de Saissac, maître de la garde-robe du roi. Il partit en Angleterre pour éviter le procès et revint en France en 1692 (il meurt en 1705).
- Jean Baptiste Godin de Sainte-Croix, amant de la marquise de Brinvilliers, escroc, faux-monnayeur et empoisonneur. L'affaire des poisons éclate après son décès, de mort naturelle, en 1672.

### Acquittement
- Pierre Louis Reich de Pennautier, receveur général du clergé et de la province du Languedoc, acquitté.

## Dans la fiction

### Musique
Le groupe de speed-métal ADX dédie la chanson Poison d'État à l'affaire des poisons, dans son album Division blindée (2008).
Le groupe de black/speed Hellripper dédie l'intégralité de son album The Affair of the Poisons (2020) à cette affaire.

### Films
La trame historique a été reprise, de manière légèrement romancée, par le cinéaste Henri Decoin, dans son film L'Affaire des poisons (1955), avec Viviane Romance (Catherine Deshayes dite la Voisin) et Danielle Darrieux (Madame de Montespan), Maurice Teynac (La Reynie), Pierre Mondy (François Desgrez, officier de police aux ordres de La Reynie) ainsi que Paul Meurisse en abbé démoniaque.
Un téléfilm franco-belge La Marquise des ombres d'Édouard Niermans, avec Anne Parillaud, a été tourné en 2009 pour adapter le roman La Marquise des ombres, de Catherine Hermary-Vieille.
L'affaire des poisons est évoquée dans les films Si Versailles m'était conté, de Sacha Guitry (1954), Angélique et le Roy, de Bernard Borderie (1966), et On connaît la chanson, d'Alain Resnais (1997).

### Séries télévisées
L'épisode 13 de La caméra explore le temps est consacré à l'affaire des poisons.
La série Versailles dans sa seconde saison traite majoritairement de l'affaire des poisons.

### Au théâtre

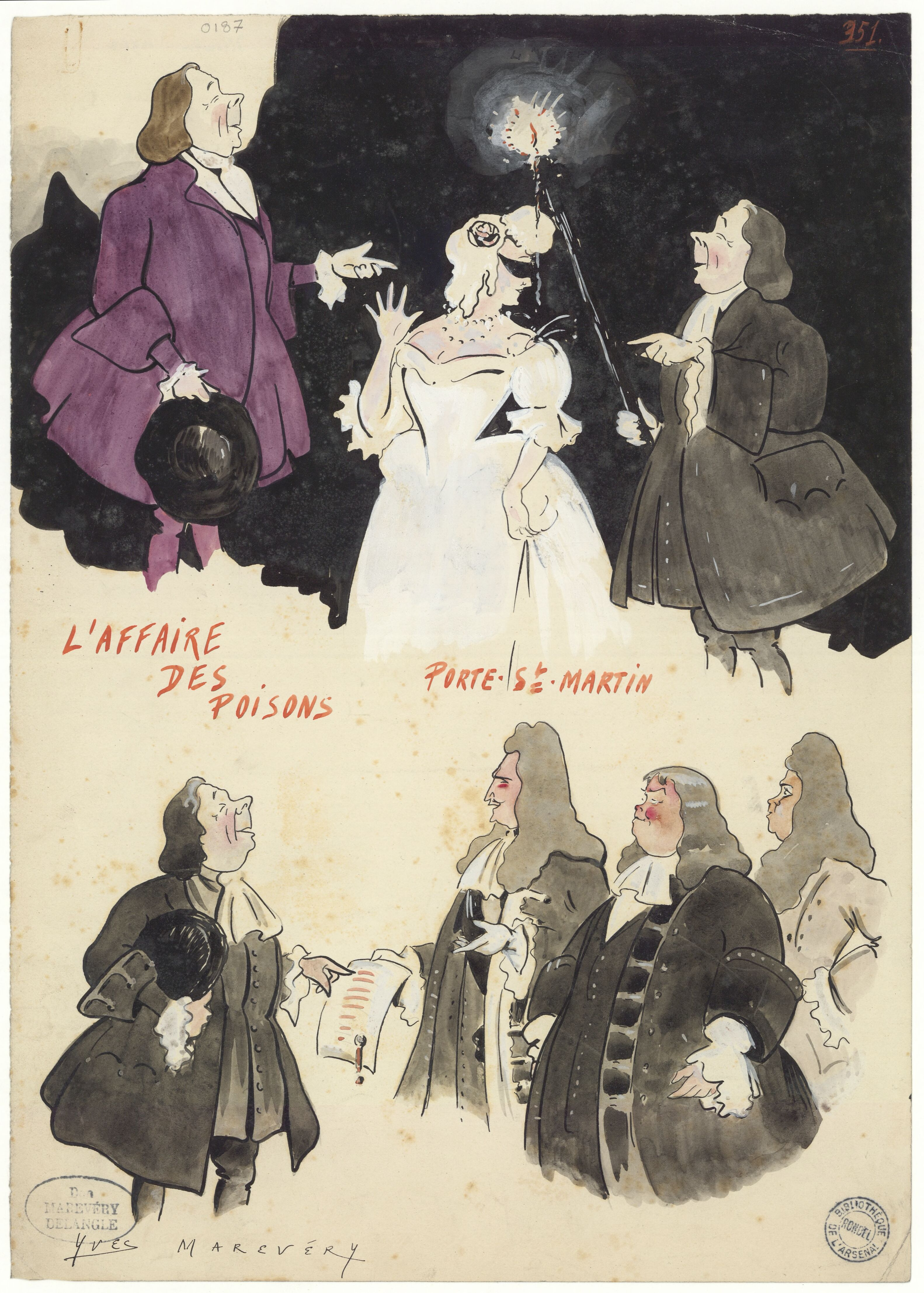
Illustration d'Yves Marevéry pour L'affaire des poisons, drame historique de Victorien Sardou (1907).

En 1960, une version théâtrale avec Rosy Varte (La Voisin) et Philippe Clay (Abbé Griffard) basée sur la création de Victorien Sardou (1907), est jouée à Paris, au Théâtre Sarah Bernhardt. Un extrait est d'ailleurs visible sur le site de l'INA.

### Romans historiques
- Anne et Serge Golon, Angélique, Marquise des Anges, Colbert, 1957
- Juliette Benzoni, On a tué la Reine !, Paris, Perrin, 2008.
- John Dickson Carr, La Chambre ardente, Éditions du Masque, 2000. Titre original : The Burning Court, 1937, nouvelle dont l'intrigue, inspirée par l'Affaire des Poisons, est située dans la Pennsylvanie de 1929.
- Christine Goude, La Cour des poisons, City Éditions, 2012
- Annie Jay, Complot à Versailles, roman pour la jeunesse sur fond d'affaire des Poisons.
- Judith Merkle Riley, La Jeune Fille aux oracles, Saint-Amand-Montrond (Cher), Presses de la Cité, 1996.
- Annie Pietri, Parfum de meurtre, roman pour la jeunesse sur fond d'affaire des Poisons.
- Jean-Michel Riou, L'Insoumise du Roi-Soleil, Paris, Flammarion, 2006.
- Nicole Voilhes, La Mouche, Saint-Étienne, Laura Mare, 2009.
- Guillaume Lenoir, La Marquise aux poisons, parcours romancé de l'enquête de Nicolas de La Reynie sur La Voisin et de l'implication de la marquise de Montespan, Evidence Editions, 2017.
- Olivier Seigneur, La marquise des poisons, Paris, Plon, 2018; rééd., Paris, 10-18, 5438, 2020
- Ernst Theodor Amadeus Hoffmann, Mademoiselle de Scudéry. Récit de l'époque de Louis XIV, LGF - Livre de Poche, 1995.